# Episodi di Highlander (quinta stagione)
La quinta stagione della serie televisiva Highlander, composta da 18 episodi, andò in onda tra il 1996 e il 1997.
| N° | Titolo inglese                 | Titolo italiano                      | Prima TV USA     | Prima TV Italia |
| -- | ------------------------------ | ------------------------------------ | ---------------- | --------------- |
| 1  | The End of Innocence           | La spada di Hashe                    | 12 ottobre 1996  | 1997            |
| 2  | Manhunt                        | Caccia all'uomo                      | 19 ottobre 1996  | 1997            |
| 3  | Glory Days                     | Piccoli gangster                     | 26 ottobre 1996  | 1997            |
| 4  | Dramatic License               | Licenze poetiche                     | 2 novembre 1996  | 1997            |
| 5  | Money No Object                | I soldi non sono tutto               | 9 novembre 1996  | 1997            |
| 6  | Haunted                        | Lo spettro della vendetta            | 16 novembre 1996 | 1997            |
| 7  | Little Tin God                 | Manie di grandezza                   | 23 novembre 1996 | 1997            |
| 8  | The Messenger                  | Il nuovo profeta                     | 30 novembre 1996 | 1997            |
| 9  | The Valkyrie                   | Operazione Valkyria                  | 1º febbraio 1997 | 1998            |
| 10 | Comes a Horseman               | I cavalieri dell'Apocalisse: parte 1 | 8 febbraio 1997  | 1998            |
| 11 | Revelation 6:8                 | I Cavalieri dell'Apocalisse: parte 2 | 15 febbraio 1997 | 1998            |
| 12 | The Ransom of Richard Redstone | Il riscatto                          | 22 febbraio 1997 | 1998            |
| 13 | Duende                         | L'amore ritrovato                    | 1º marzo 1997    | 1998            |
| 14 | The Stone of Scone             | La pietra degli scozzesi             | 26 aprile 1997   | 1998            |
| 15 | Double Jeopardy                | Doppio azzardo                       | 3 maggio 1997    | 1998            |
| 16 | The Modern Prometheus          | Genio e sregolatezza                 | 10 maggio 1997   | 1998            |
| 17 | Forgive Us Our Trespasses      | Trecento anni fa                     | 17 maggio 1997   | 1998            |
| 18 | Archangel                      | La profezia dell'archeologo          | 24 maggio 1997   | 1998            |

## La spada di Hashe
- Titolo originale: The End of Innocence
- Diretto da: Gerard Hameline
- Scritto da: Morrie Ruvinsky

### Trama
Negli ultimi tempi Richie Ryan è perseguitato dal ricordo di Duncan MacLeod che lo sta per decapitare, cosa evitata grazie ad un proiettile di Dawson che ha fermato MacLeod, ma il suo mondo è crollato. Ora Richie è fuori controllo e continua a prendere teste. Una di queste è quella di Carter Wellan e ora il miglior amico di Wellan, Haresh Clay, è a caccia della sua vendetta. MacLeod ha già avuto problemi con Clay tanti anni prima, quando questo umiliò e uccise uno dei suoi migliori maestri. MacLeod deve provare a riconquistare la fiducia di Richie mentre fa di tutto per essere colui che affronterà Clay in combattimento.
- Guest Star: Chris Humphreys (Graham Ashe), Chris Martin (Carter Wellan), Réal Andrews (Haresh Clay)

## Caccia all'uomo
- Titolo originale: Manhunt
- Diretto da: Peter Ellis
- Scritto da: David Tynan

### Trama
Carl Robinson, lo schiavo divenuto giocatore di baseball, ha finalmente ottenuto la bella vita e il successo nella Major Leagues, ma quando Carl è sfidato da un altro Immortale e i testimoni lo trovano sul corpo decapitato dell'avversario egli è costretto a fuggire per non essere arrestato dalla polizia. Egli corre da MacLeod per avere aiuto mentre è inseguito dall'agente dell'FBI Matthew McCormick pure lui Immortale, il quale ha molto di più dell'interesse professionale di assicurare Carl alla giustizia.
- Guest Star: Bruce A. Young (Carl Robinson), Eric Keenleyside (Trey Franks), Eric McCormack (Matthew McCormick)

## Piccoli gangster
- Titolo originale: Glory Days
- Diretto da: Gerard Hameline
- Scritto da: Nancy Heiken

### Trama
MacLeod ha a che fare con Johnny K, un adolescente immortale che non segue le regole degli Immortali. E Joe ha a che fare con una fidanzata di quando era giovane, Betsy Fields.
- Guest Star: Ian Tracey (Johnny K), Marcia Strassman (Betsy Fields)

## Licenze poetiche
- Titolo originale: Dramatic License
- Diretto da: Peter Ellis
- Scritto da: Michael O'Mahoney e Sasha Reins

### Trama
Duncan ritrova se stesso come protagonista in un romanzo dove è alle prese con un vecchio avversario, Terence Coventry. Duncan vuole scoprire quanto l'autrice, Carolyn Marsh, conosce effettivamente della sua storia, ma il suo rivale è determinato ad ucciderla.
- Guest Star: Elizabeth Gracen (Amanda), Alastair Duncan (Terence Coventry), Sandra Bernhard (Carolyn Marsh)

## I soldi non sono tutto
- Titolo originale: Money No Object
- Diretto da: Rafal Zielinski
- Scritto da: James Thorpe

### Trama
MacLeod e Amanda si rincontrano con Cory Raines, l'affascinante, suadente "Clyde" per l'Amanda "Bonnie" durante il loro periodo criminale attraverso cinque stati nel 1920. Amanda, sempre pronta a vivere il brivido del furto, è tentata di seguire Cory nel suo stile di vita avventuro e spensierato quando a un certo punto capisce che MacLeod non vuole che lei stia con l'uomo. Ma MacLeod corre in suo soccorso quando si trova in una situazione molto pericolosa a causa di un piano mal pianificato dall'uomo.
- Guest Star: Elizabeth Gracen (Amanda), Tim Henry, Tom McBeath (Sam Grinkhov), Nicholas Lea (Cory Raines)

## Lo spettro della vendetta
- Titolo originale: Haunted
- Diretto da: James Bruce
- Scritto da: Scott Peters

### Trama
Jennifer Hill crede che lo spirito di suo marito morto Alec, un Immortale, sia ancora con lei. Lei si reca dal vecchio amico di Alec, MacLeod, e gli chiede di dare pace allo spirito del marito morto uccidendo l'Immortale che lo uccise. Richie prova una forte attrazione verso la giovane vedova fino a quando si rende conto di essere l'Immortale ricercato da Duncan.
- Guest Star: Kevin John Conway (Alec), John Novak (Gerard Kragen), Kathy Evison (Jennifer Hill)

## Manie di grandezza
- Titolo originale: Little Tin God
- Diretto da: Rafal Zielinski
- Scritto da: Richard Gilbert-Hill

### Trama
La fede in Dio ha salvato Derek da una vita in strada fatta di violenza. Quando il giovane, divenuto la prima voce di un coro gospel, viene ucciso da un colpo di pistola sparato da un'auto, egli si risveglia toccato dalle mani di Dio che lo convince di avergli donato la vita eterna. Ma quello che avviene in realtà è che questo "Dio" lo recluta come guerriero in una guerra santa contro Satana. Si scopre che Satana è Duncan MacLeod. Duncan deve affrontare il farneticante Immortale Lurca. Quest'ultimo recluta degli ingenui nuovi Immortali per far fare a loro il suo lavoro, Lurca sfida MacLeod su terra consacrata, il luogo di combattimento proibito agli Immortali.
- Guest Star: Andrew Divoff (Lurca), Nathaniel DeVeaux (Reverendo Bell), Roger R. Cross (Derek)

## Il nuovo profeta
- Titolo originale: The Messenger
- Diretto da: James Bruce
- Scritto da: David Tynan

### Trama
Un Predicatore Immortale si aggira in città dicendo di essere Methos e incoraggiando altri Immortali a interrompere il Gioco e Richie viene coinvolto in questa pericolosa filosofia. Il combattimento di MacLeod con William Culbraith - un altro Immortale che era al comando del campo di prigionia Confederata di Andersonville e che fu il diretto responsabile degli ordini che causarono la morte di un amico mortale dell'Highlander - è interrotto. Dawson mette in guardia su questa sciocchezza di convincere gli Immortali a deporre le proprie spade, che è una cosa che si conclude sempre in tragedia dove vede i convertiti uccisi da altri Immortali, con il falso Methos che continua a predicare il pacifismo in una missione senza speranza. Il vero Methos, incredulo della situazione, si confronta con l'impostore e dopo essersi reso conto che le sue intenzioni sono sincere si convince di quanto egli sia stupido. Comunque Culbraith ha altri piani e decapita il Profeta credendo che egli sia veramente Methos e sperando che la Reminiscenza gli possa dare la forza per sconfiggere MacLeod. Alla fine, nonostante tutto, è Richie che decapita Culbraith.
- Guest Star: Ron Perlman (il Predicatore), Peter Wingfield (Methos) e Robert Wisden (William Culbraith)

## Operazione Valkyria
- Titolo originale: The Valkyrie
- Diretto da: Richard Martin
- Scritto da: James Thorpe

### Trama
Durante la Seconda Guerra Mondiale Ingrid Henning fallisce nel suo tentativo di assassinare Adolf Hitler. Da allora lei ha fatto diventare la sua missione di vita assassinare tutti gli uomini malvagi prima che essi ottengano il potere politico e da esso vengano protetti. Ora Henning è alla caccia di un politico razzista che sta ottenendo i suoi primi consensi. MacLeod deve confrontarsi con la sua compagna di un tempo prima che la sua crociata provochi la morte di persone innocenti.
- Guest Star: Peter Wingfield (Methos), Musetta Vander (Ingrid Henning), Jan Triska (Nicolae Breslaw)

## I cavalieri dell'Apocalisse: parte 1
- Titolo originale: Comes a Horseman
- Diretto da: Gerard Hameline
- Scritto da: David Tynan

### Trama
MacLeod si trova a riprendere un vecchio scontro con un Immortale incontrato nel 1867 e che allora era un fuorilegge che si faceva chiamare Melvin Koren. MacLeod scopre che Koren è in realtà Kronos, che vive ormai da migliaia di anni ed è più forte di quanto lui stesso crede possa affrontare. A rendere le cose più complicate, Cassandra è sulle tracce di Kronos per pareggiare dei conti che hanno in sospeso. Durante l'Età del Bronzo, Kronos a capo di una piccola banda di Immortali chiamati "I quattro cavalieri dell'Apocalisse" distrugge il villaggio dove vive Cassandra e la rendono schiava. Quando Methos ricorda di essere stato uno dei Cavalieri, MacLeod gli dice che la loro amicizia è finita. Il più vecchio Immortale vivente decide suo malgrado di tornare con Kronos, il quale ha riunito i Cavalieri. Egli fa in modo, comunque, di cambiare le sorti della battaglia decisiva tra MacLeod e Kronos e della quale quest'ultimo è pienamente convinto di poterla vincere, ma Methos è di tutt'altra idea.
- Guest Star: Valentine Pelka (Kronos), Peter Wingfield (Methos), Richard Ridings (Silas), Marcus Testory (Caspian), Tracy Scoggins (Cassandra)

## I cavalieri dell'Apocalisse: parte 2
- Titolo originale: Revelation 6:8
- Diretto da: Adrian Paul
- Scritto da: Tony DiFranco

### Trama
I quattro cavalieri dell'Apocalisse sono riuniti. Cassandra è loro prigioniera e peggio di tutto, Methos sembra avere ripreso il passo con i suoi antichi compagni. Mentre MacLeod fa un piano per soccorrere Cassandra e affrontare Kronos per l'ultima volta, Methos cerca di capire perché i suoi compagni si siano riuniti dopo migliaia di anni e contemporaneamente tenta di riappacificarsi con Cassandra — la quale era stata la sua 'schiava' durante il suo periodo selvaggio nell'Età del Bronzo. Si scopre il piano di Kronos: egli intende utilizzare un virus incurabile fatto in laboratorio per distruggere buona parte dell'umanità e dominare i sopravvissuti in un suo proprio eterno impero. Methos alla fine tradisce i suoi ex compagni e lui e MacLeod uccidono contemporaneamente Kronos e Silas nei loro combattimenti simultanei. Il risultato è una doppia Reminiscenza per MacLeod e Methos. Cassandra reclama la sua vendetta sfidando un Methos pentito e pieno di rimorsi, il suo torturatore di tanti secoli prima, ma Duncan la esorta a lasciarlo in vita. In fondo i secoli hanno veramente cambiato Methos e alla fine egli ha aiutato a salvare l'umanità. Dopotutto, Methos aveva pianificato tutto per fare in modo che MacLeod combattesse e sconfiggesse Kronos sperando che l'amico di oggi uccidesse quello che lui considerava il Fratello Immortale di un tempo.
- Guest Star: Valentine Pelka (Kronos), Peter Wingfield (Methos), Richard Ridings (Silas), Marcus Testory (Caspian), Tracy Scoggins (Cassandra)

## Il riscatto
- Titolo originale: The Ransom of Richard Redstone
- Diretto da: Gerard Hameline
- Scritto da: David Tynan

### Trama
Il Castello LeMartin è stato della famiglia di Marina per generazioni, ma ora il viscido Capodimonte fa leva su un vecchio credito per estorcere e tenere il castello tutto per sé. Disperata all'idea di perdere la casa di famiglia, Marina rapisce un milionario americano per ottenere un riscatto che gli permetta di saldare il vecchio debito. Sfortunatamente per Marina, il ricco e affascinante "Richard Redstone" da lei tenuto prigioniero non è nessun altro che Richie Ryan.
- Guest Star: Sonja Codhant (Marina), Tom Russell, Gary Hetherington (Capodimonte), Frank Middlemass (Barone Lemartin)

## L'amore ritrovato
- Titolo originale: Duende
- Diretto da: Richard Martin
- Scritto da: Jan Hartman

### Trama
Il combattimento con le spade spagnolo è come il ballo spagnolo, è in parti uguali passione, scenografia e dura disciplina, e l'Immortale Octavio Consone è un maestro di entrambe. Egli è un arrogante spagnolo che 150 anni fa provò a insegnare a MacLeod l'arte della spada chiamata "Il Cerchio Misterioso". Consone combatté allora con MacLeod per la mano di una bellissima ragazza spagnola, con risultati tragici. Ora MacLeod deve proteggere una artista di flamenco e sua figlia dalla vendetta di Consone.
- Guest Star: Deborah Epstein (Luisa Hidalgo), Carmen Du Sautoy (Anna Hidalgo), Dolores Chaplin (Theresa), Anthony De Longis (Octavio Consone)

## La pietra degli scozzesi
- Titolo originale: The Stone of Scone
- Diretto da: Richard Martin
- Scritto da: Michael O'Mahony e Sasha Reins

### Trama
Secondo le dichiarazioni ufficiali del governo britannico, il furto della Pietra degli Scozzesi, il leggendario trono reale di Scozia, dall'Abbazia di Westminster nel 1950 fu semplicemente uno scherzo goliardico di alcuni studenti, ma resta il dubbio se sia veramente andata così, o se in realtà fu il frutto di un lavoro disorganizzato di tre Immortali pasticcioni, nel tentativo di mantenere una promessa fatta secoli prima.
- Guest Star: Elizabeth Gracen (Amanda), Michael Culkin, Roger Daltrey (Hugh Fitzcairn)

## Doppio azzardo
- Titolo originale: Double Jeopardy
- Diretto da: Charles Wilkinson
- Scritto da: David Tynan

### Trama
L'agente Delaney ritorna a Parigi per risolvere il caso di una serie di furti che sembrano perpetrati da Xavier St. Cloud. Lo studente di un tempo di Xavier, Morgan d'Estaing, sta usando i metodi del suo maestro per commettere questi crimini. Dopo che il veleno di Morgan avvelena un ispettore della polizia parigina e quasi uccide Delaney, Duncan deve trovare una maniera per bilanciare le regole del gioco per proteggere Delaney da un assassino senza regole.
- Guest Star: Stacey Travis (Delaney), Marc Warren (Morgan d'Estaing), Roland Gift (Xavier St. Cloud)

## Genio e sregolatezza
- Titolo originale: The Modern Prometheus
- Diretto da: Adrian Paul
- Scritto da: James Thorpe

### Trama
Lord George Byron, una volta il più grande e scandaloso scrittore del XIX secolo, è ora una Rock Star. Methos ricorda quella volta che le sue scappatelle lo portarono a un combattimento concluso con una reminiscenza della quale la scrittrice Mary Shelley, l'autrice di "Frankenstein", fu testimone. Le depravazioni e gli abusi di Byron sono aumentati con il passare degli anni. Egli coinvolge nel suo pericoloso stile di vita un promettente musicista seguito da Joe Dawson, e questo preoccupa MacLeod. Alla fine avviene la tragedia, con il pupillo di Dawson che muore per una overdose di droga. Alla fine Methos capisce che il suo pupillo di un tempo è senza speranza e MacLeod lo combatte e lo uccide.
- Guest Star: Jonathan Firth (Lord George Byron), Peter Wingfield (Methos), Jeffrey Ribier (Mike Paladini), Tracy Keating (Mary Shelley)

## Trecento anni fa
- Titolo originale: Forgive Us Our Trespasses
- Diretto da: Paolo Barzman
- Scritto da: Dom Tordjmann

### Trama
Dopo il massacro scozzese alla Battaglia di Culloden nel 1746, Duncan MacLeod divenne un posseduto, ossessionato, dalla voglia di uccidere i bastardi inglesi che hanno distrutto il suo popolo. Ora l'Immortale Steven Keane è arrivato per fare pagare a MacLeod i suoi assassini criminali. Amanda insiste con MacLeod perché quest'ultimo chiuda la storia con Keane decapitandolo, ma nel suo cuore MacLeod sa che Keane ha ragione, lui è un assassino, e che lo sta giudicando proprio come lui ha giudicato tanti altri.
- Guest Star: Elizabeth Gracen (Amanda), Peter Wingfield (Methos), Chris Larkin (Steven Keane)

## La profezia dell'archeologo
- Titolo originale: Archangel
- Diretto da: Dennis Berry
- Scritto da: David Tynan

### Trama
Due archeologi, Foster e Landry, stanno esplorando un tunnel quando si trovano faccia a faccia con una statua. Landry, quello di maggiore esperienza e superstizione, riconosce nella statua il mitico demone Zoroastriano Ahriman che affligge il mondo ogni mille anni prendendo sembianze umane. Foster viene ucciso e Landry scappa. Landry avvisa Duncan del fatto che è lui il campione destinato ad affrontare Ahriman, ma sia lui che Richie pensano che l'uomo sia pazzo. Ma subito dopo Duncan vede James Horton, Kronos e altri Immortali che ha ucciso negli anni passati. Methos e Joe pensano che lui stia perdendo la ragione ma Richie è determinato a stargli a fianco qualsiasi cosa succeda. Quando Richie vede Horton portare Joe in un'auto con una pistola puntata alla tempia telefona a Duncan e gli dice che si appresta a seguirli. Duncan che in quel momento si trova proprio con Joe capisce che è una trappola. Egli raggiunge il luogo dove era diretta l'auto e qui combatte con Richie, Horton, e Kronos. Ahriman ha preso le loro forme. Lui li combatte, ma loro scompaiono tutte le volte che lui tenta un attacco. Quindi compare il vero Richie e Duncan, credendo che sia Ahriman, sferra il colpo mortale. Joe e Methos arrivano proprio nel momento in cui Ahriman ride e se ne va con l'aspetto di Richie. Duncan corre via e Joe piange sulle spalle di Methos. Richie se ne è andato per sempre.
- Guest Star: Peter Wingfield (Methos), Valentine Pelka (Kronos), Edward Jewesbury (Landry), Emily Raymond (Allison Landry), Peter Hudson (James Horton)